# DDR4 SDRAM
DDR4 SDRAM (англ. double-data-rate fourth generation synchronous dynamic random access memory) — тип оперативної пам'яті, що є еволюційним розвитком попередніх поколінь DDR (DDR, DDR2, DDR3). Відрізняється підвищеними частотними характеристиками і зниженою напругою. Основна відмінність DDR4 полягає у подвоєному до 16 числі банків, що дозволило вдвічі збільшити швидкість передачі — до 3,2 Гбіт / с. Пропускна здатність пам'яті DDR4 досягає 34,1 ГБ/c (у разі максимальної ефективної частоти 4266 МГц, визначеної специфікаціями). Крім того, підвищена надійність роботи за рахунок введення механізму контролю парності на шинах адреси і команд. Підтримує ефективні частоти від 1600 до 4266 МГц. У січні 2011 року компанія Samsung офіційно представила нові модулі, що працюють в режимі DDR4-2133 при напрузі 1,2 В.
Несумісна з попередніми типами пам'яті.

## Розробка

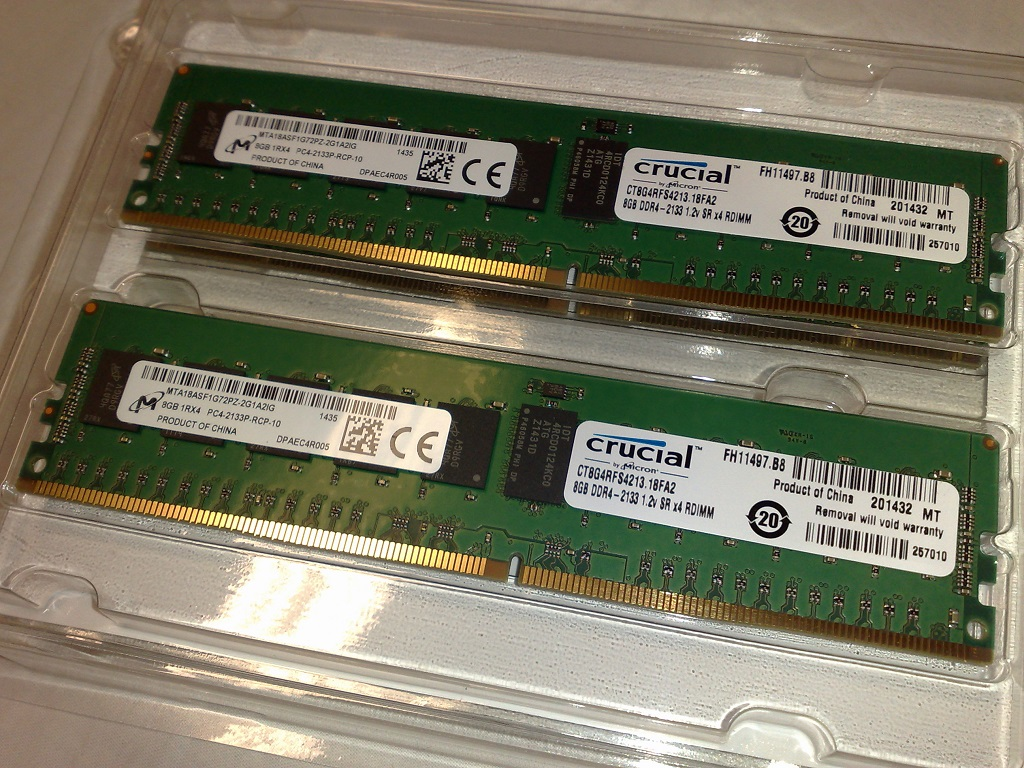
Пара планок пам'яті 8 GB DDR4-2133 ECC 1.2 V

JEDEC представила інформацію про DDR4 на конференції MemCon в Токіо. Судячи по слайдах, новинка повинна мати і підвищену частоту (від 2133 до 4266 МГц), і знижену напругу (від 1,1 до 1,2 В), порівняно з попередніми стандартами. Передбачуваний техпроцес — 32 і 36 нм. Масове виробництво намічалося на 2015 рік, а перші зразки для створення контролерів пам'яті і сумісних платформ — на 2011 рік.
У січні 2011 компанія Samsung вперше представила модуль DDR4. Техпроцес склав 30 нм, обсяг пам'яті 2 Гб, а напруга 1,2 В . Пізніше SK Hynix представила свій перший модуль DDR4, який перевершив модуль Samsung за частотою (2400 МГц замість 2133).
Hynix заявила про 80% збільшення продуктивності пам'яті в порівнянні з DDR3-1333. За оцінкою компанії Intel, вже в 2014 році DDR4 стане основним типом пам'яті DRAM, а до 2015 року ця пам'ять практично повністю витіснить використовувану зараз пам'ять DDR3.
Виробники почнуть пропонувати ознайомчі зразки модулів DDR4 в 2013 році. За даними Intel, DDR4 споживає на 35 % менше енергії, ніж DDR3L, а по пропускній здатності перевершує пам'ять попереднього покоління на 50 %.
У вересні 2012 року JEDEC опублікувала фінальний варіант специфікації DDR4.
У травні 2013 року на сайті компанії Innodisk з'явилося повідомлення про те, що цей виробник став одним з перших постачальників ознайомлювальних зразків модулів пам'яті DDR4 RDIMM, призначених для серверів. За словами Innodisk, будучи результатом майже восьми років розробки, модулі DDR4 (Double Data Rate 4) значно перевершують використовувані зараз модулі DDR3. Вони забезпечують більш високу продуктивність, одночасно позитивно позначаючись на ціні, енергоспоживанні і тепловиділенні систем.

## Максимальна пропускна здатність
Для розрахунку максимальної пропускної здатності пам'яті DDR4 необхідно її частоту помножити на 64 біта (8 байт), тобто розмір даних, що може бути переданий за 1 такт роботи пам'яті.
- Для пам'яті з частотою 2133 МГц (найнижча частота для пам'яті DDR4) максимальна пропускна спроможність складе 2133 * 8 = 17 064 Мегабайт / c
- Для пам'яті з частотою 4266 МГц (найбільша частота, визначена в стандарті) максимальна пропускна спроможність складе 4266 * 8 = 34 128 Мегабайт / c

## Rowhammer
В листопаді 2021 року було оприлюднено дослідження з новим алгоритмом атаки Rowhammer на системи пам'яті DDR4. На відміну від попередніх версій, цей алгоритм здатен уразити всі сучасні чіпи DDR4.

## Галерея

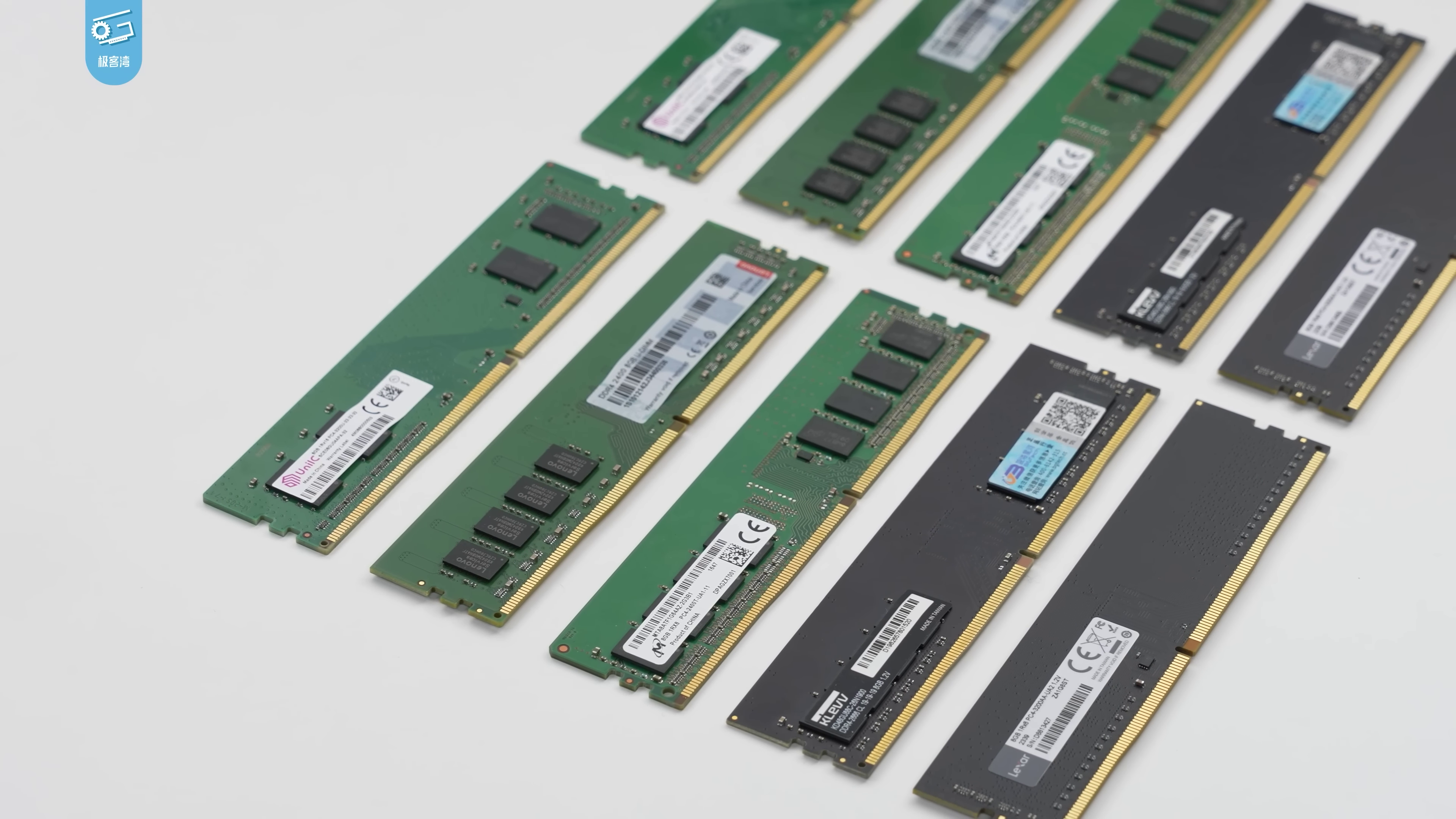
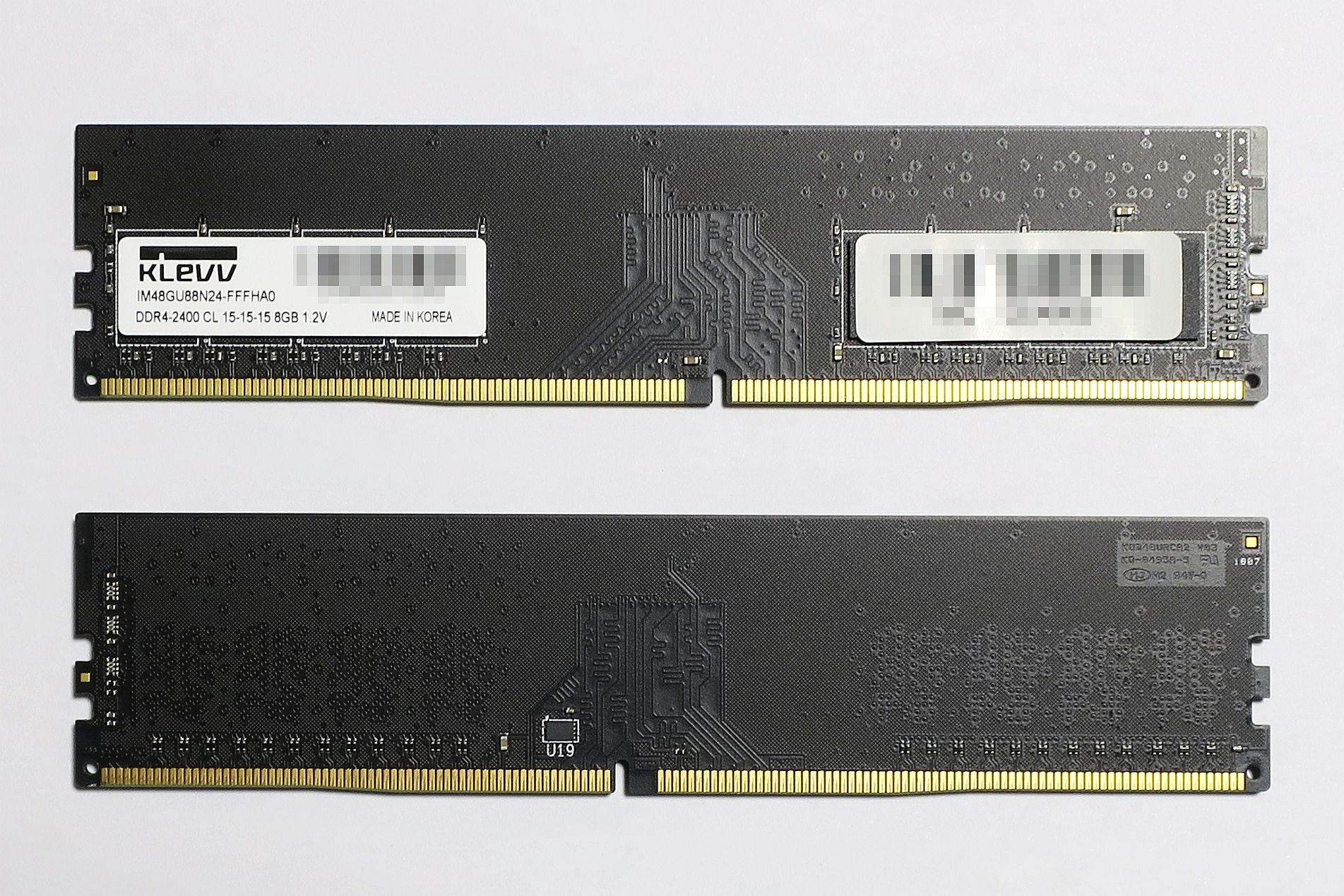
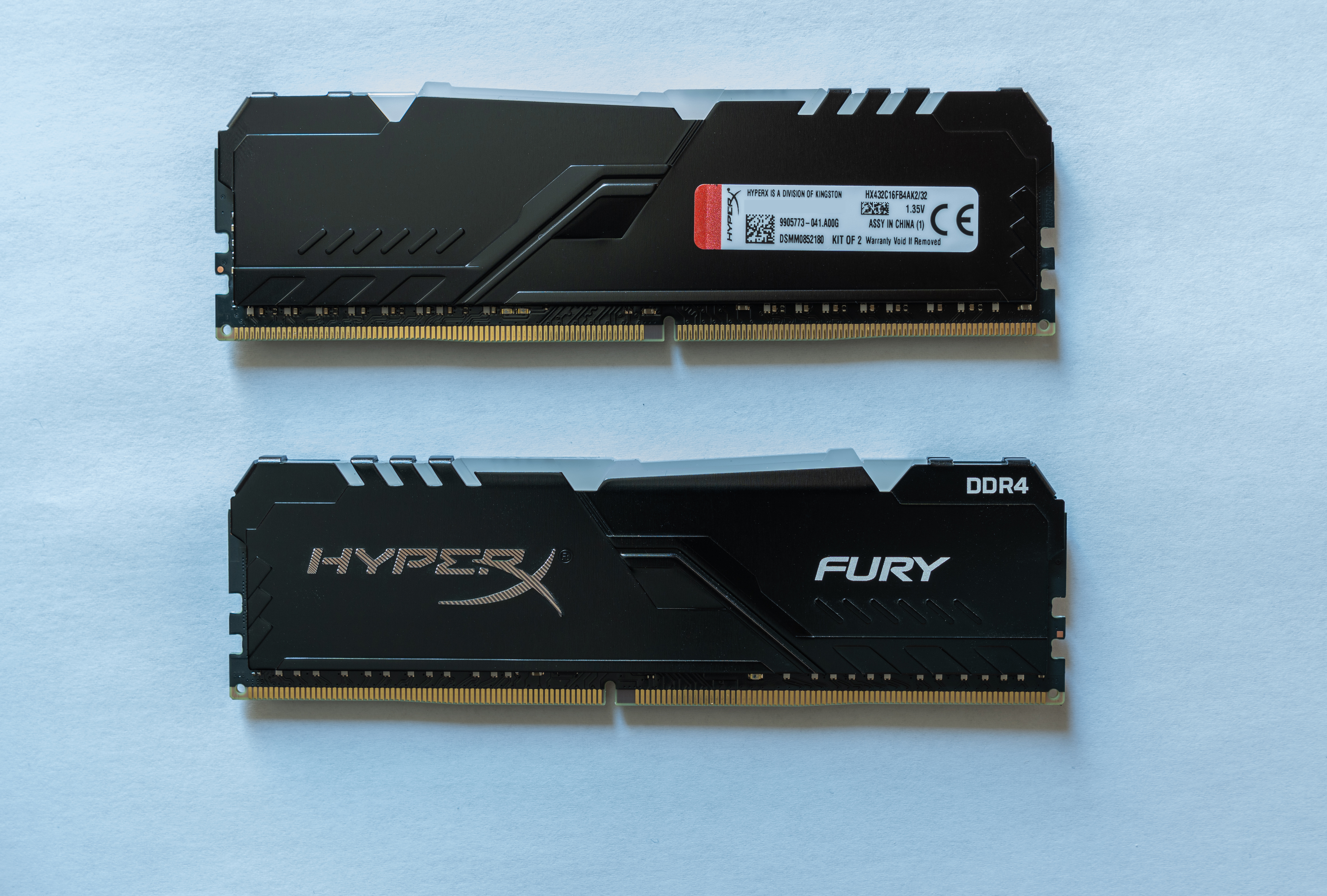
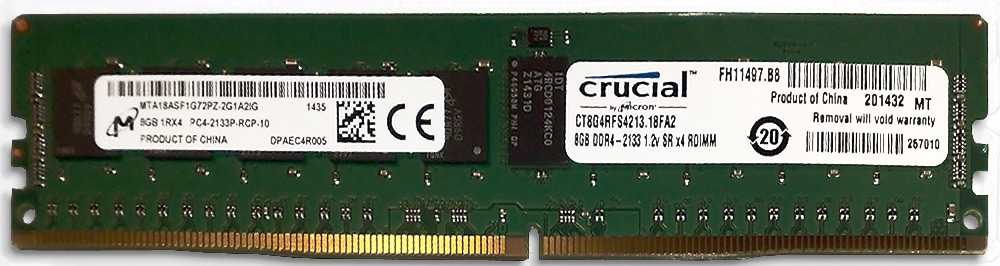